# Patrick Adams
Patrick Adams (New York, 17 marzo 1950 – New York, 22 giugno 2022) è stato un produttore discografico, compositore e musicista statunitense.

## Biografia
Adams nacque a New York nel 1950. Si fece conoscere principalmente per aver prodotto la musica di artisti come Black Ivory, Inner Life, Jocelyn Brown, Loleatta Holloway, R. Kelly, Keith Sweat, Teddy Riley, Salt-N-Pepa, Leroy Burgess, Coolio, Cathy Dennis, Eric B. & Rakim e Shades of Love.
Fu anche membro di molti gruppi e progetti solisti come Musique, The Universal Robot Band, Phreek, Cloud One e Bumblebee Unlimited. Questi ultimi, che vennero co-fondati da Adams e Gregory Carmichael, sono noti per il singolo Lady Bug (1978).
Successivamente, Adams fondò a New York la PAPMUS (Patrick Adams Productions Music).
Adams morì nel 2022, all'età di 72 anni, nella sua città natale New York.
Durante la sua carriera, Adams ottenne complessivamente 32 dischi d'oro e di platino.

## Discografia parziale

### Da solista

#### Album in studio
- 1976 – Atmospheric Strut (come Cloud One)
- 1979 – Happy Music (come Cloud One)

#### Singoli
- 1976 – Atmosphere Strut (come Cloud One)
- 1976 – Disco Juice (come Cloud One)
- 1976 – It Ain't No Big Thing (come Personal Touch)
- 1977 – Spaced Out (come Cloud One)
- 1979 – Happy Music (come Cloud One)
- 1979 – Patty Duke (come Cloud One)
- 1979 – Doin' It All Night (come Cloud One)
- 1981 – Don't Let My Rainbow Pass Me By  (come Cloud One) (con Margo Williams)
- 1982 – Waiting for the Sunshine to Come  (come Cloud One)(con Angel)

#### Compilation
- 2000 – The Very Best Of Cloud One + Bonus Tracks (come Cloud One)
- 2019 – Spaced Out: Very Best of (come Cloud One)

### Nei gruppi

#### Con The Universal Robot Band

##### Album in studio
- 1977 – Dance and Shake Your Tambourine
- 1978 – Doing Anything Tonight

#### Con i Phreek

##### Album in studio
- 1978 – Patrick Adams Presents Phreek

###### Singoli
- 1978 – Weekend

#### Con i Bumblebee Unlimited

##### Singoli
- 1978 – Lady Bug

#### Con i Sine

##### Album in studio
- 1977 – Happy Is the Only Way

#### Come Musique

##### Album in studio
- 1978 – Keep On Jumpin'

## Produzioni (elenco parziale)
- Don't Turn Around (1971) di Black Ivory
- Romance Without Finance (1972) di Debbie Taylor
- Looking for a Brand New Game (1973) di The Eight Minutes
- You Owe It to Yourself (1973) di J. J. Barnes
- My Baby's Got E.S.P. (1976) dei Four Below Zero
- Get Down Boy (1976) di Paper Dolls
- Making Love (1976) di Sammy Gordon and the Hip Huggers
- Everything Man (1977) di The Main Ingredient
- Dance, Dance, Dance (1977) di Marta Acuna
- Superman (1978) di Herbie Mann
- I'm a Love Bug (1978) di Donna McGhee
- Shining (1979) di Venus Dodson
- Take Me I'm Yours (1980) di Mary Clark
- Ain't No Mountain High Enough (1981) degli Inner Life
- Till You Surrender (1981) delle Rainbow Brown